# Hippodrome de la Hattaie
L'hippodrome de la Hattaie se situe sur la commune de Guer, en Morbihan. 
La société de courses de Guer-Coëtquidan organise les réunions avec l'aide de bénévoles.
Une réunion a lieu le 14 juillet. C'est un hippodrome ouvert au trot avec une piste en herbe de 3 200 m, avec corde à gauche.
En 2022, l'hippodrome célébrait sa 75ème édition de courses.

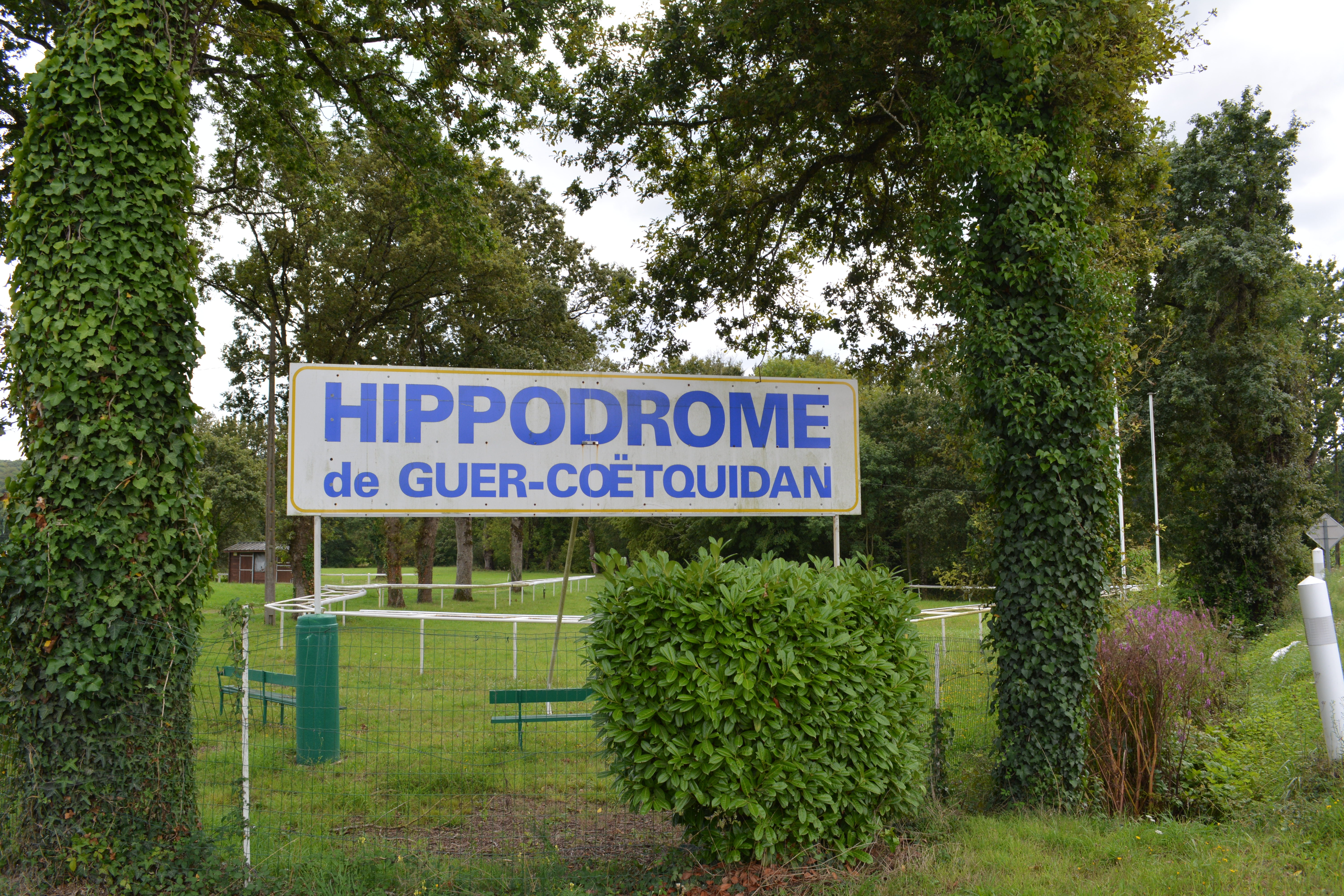
Hippodrome de la Hattaie (panneau)

## Annexe
- Liste des hippodromes de Bretagne